# Sige antarctica
Sige antarctica är en ringmaskart som först beskrevs av Hartman 1978.  Sige antarctica ingår i släktet Sige och familjen Phyllodocidae. Inga underarter finns listade i Catalogue of Life.